# Бостонская бойня

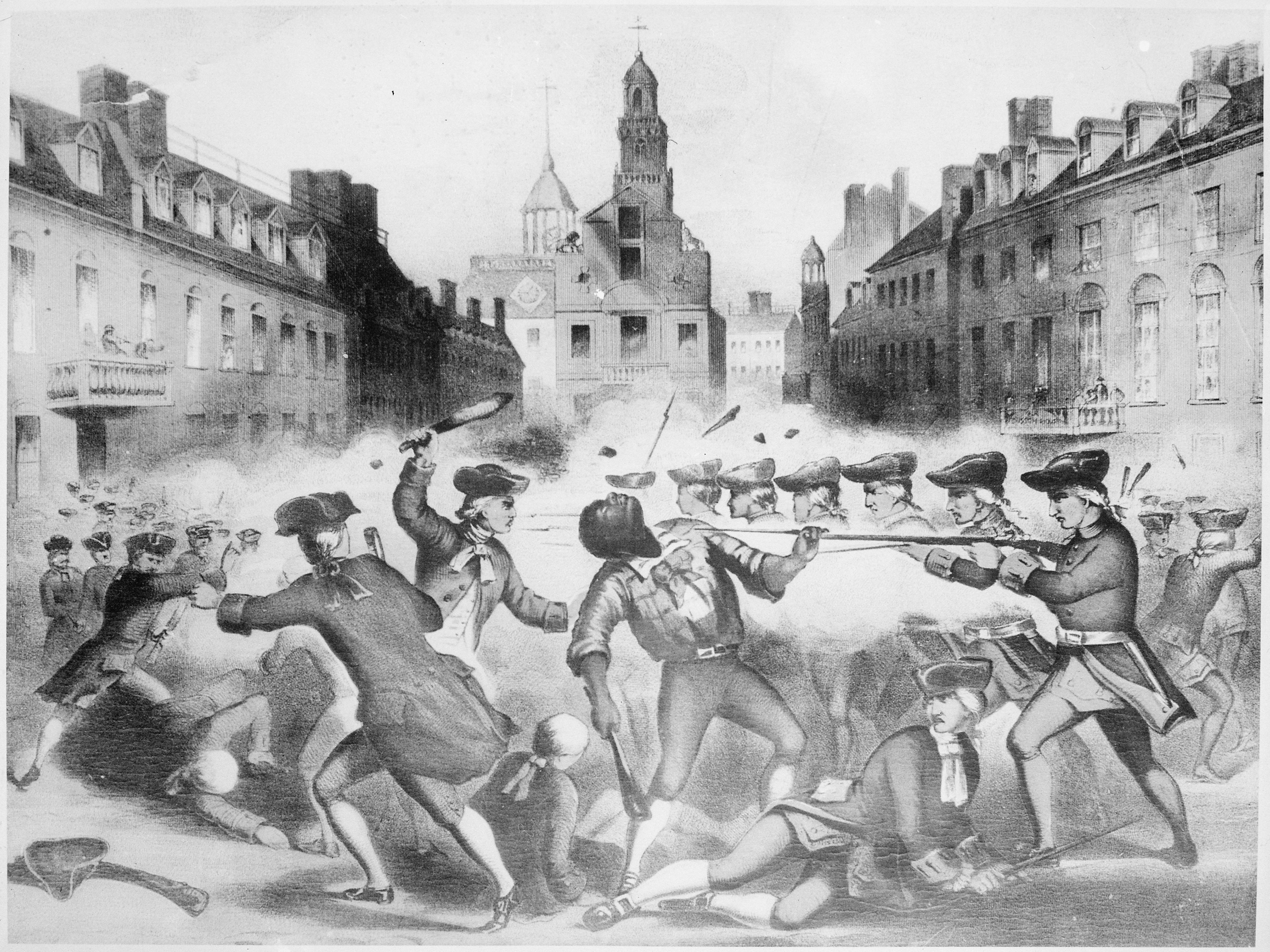
Литография XIX века, по мотивам гравюры Ревира о бостонской бойне

Бостонская бойня, или Бостонская резня, или Бостонская расправа (англ. Boston massacre, в Великобритании называется Инцидент на Кинг-стрит англ. Incident on King Street) — уличная стычка, произошедшая 5 марта 1770 года в столице провинции Массачусетс-Бэй — Бостоне между горожанами и английскими солдатами.
 
В ходе стычки солдаты застрелили трёх и ранили одиннадцать бостонцев, двое не смогли оправиться от ран и умерли. Этот инцидент, вошедший в историю США как «бостонская бойня», закончился удалением из города всех английских военных. В 1888 году в Бостоне в память об этом событии был воздвигнут обелиск.
Бостонская бойня стала одним из кульминационных моментов противостояния Британии и её североамериканских колоний. Она предшествовала столь же легендарному Бостонскому чаепитию, а впоследствии и Войне за независимость США.

## Предыстория
Население города было недовольно колониальной налоговой политикой со стороны метрополии, а также тем фактом, что большая часть колониальных чиновников назначалась королём. Ещё одной причиной конфликта между рабочими и британскими солдатами было выполнение последними портовых работ за более низкую, чем у рабочих, оплату. В 1768 году Британия обложила базовые товары, производившиеся в Англии и импортируемые в колонии, высокими налогами. Палата представителей Массачусетса в Бостоне начала кампанию против новых налогов: написана петиция на имя короля Георга III, а также разосланы письма в палаты других штатов с просьбой присоединиться к сопротивлению и бойкотировать торговцев, импортирующих товары из Англии. На письма в другие провинции из Бостона в Лондоне ответили приказом американским губернаторам разгонять все сопротивляющиеся парламенты. Заодно в Бостон отправили судно его величества «Ромни». Туда оно прибыло в мае 1768. Также в город было введено «столько войск, сколько бы потребовалось» (генерал Томас Гейдж) для подавления восстания.
Во время оккупации Бостона королевской армией в городе выходила анонимная листовка «Журнал происшествий», рассказывавшая о стычках между местными жителями и британским корпусом. Особенно много проблем вызывал вопрос снабжения солдат. Трения выросли, когда Кристофер Сайдер, «молодой человек одиннадцати лет», был убит солдатами 22 февраля 1770 года. Смерть Сайдера была восславлена в «Бостонской газете», прощание с ним стало самым массовым за всё время существования города. Кристофера считают первой жертвой американской революции. Его смерть и последовавшее нарастание пропаганды в прессе подлили масла в огонь взаимной ненависти солдат и горожан. Банды патриотов искали случая напасть на королевских солдат, те в свою очередь желали того же.

## «Бойня у ратуши»
«Бойня у ратуши» (Slaughter at the Guildhall), она же «Инцидент на Кинг-стрит», произошла 5 марта 1770 года, начавшись, по сути, с пустяка. С башни «Старой Кирпичной церкви» (Old Brick Church), самой первой из построенных в Бостоне (это здание было уничтожено в 1808 году), доносились звуки колокола (предупреждение о пожаре). Толпы горожан направились к находящемуся напротив зданию старого парламента «Олд-Стейт-хаус» (Old-State-House), откуда доносились крики и была слышна открытая ругань разгневанных горожан. Мальчик — помощник торговца потребовал от британского офицера уплатить долг. Тот выполнил требования, а оскорбления, которыми парень сопровождал требования, проигнорировал. Стоявший рядом рядовой сделал юнцу замечание, чтобы тот был более почтителен с офицером. Парень начал ругаться и с рядовым. Тем временем собирались зеваки. В конце концов рядового так достало поведение парня, что он ударил его прикладом мушкета. Началась ругань. Прибежали ещё солдаты, колонисты тоже собирались. Никто разбираться уже ни в чём не стал, толпа действовала по принципу «наших бьют!» Солдат всё теснили, те построились для обороны и зарядили оружие. В это же время капитан Томас Престон пытался успокоить толпу, заверяя, что никто не будет стрелять без его команды (сам он стоял прямо перед стволами мушкетов — пули бы попали в него). Толпа же всячески провоцировала солдат. «Стреляй!» — вместе с криком в британцев летели камни и грязь.

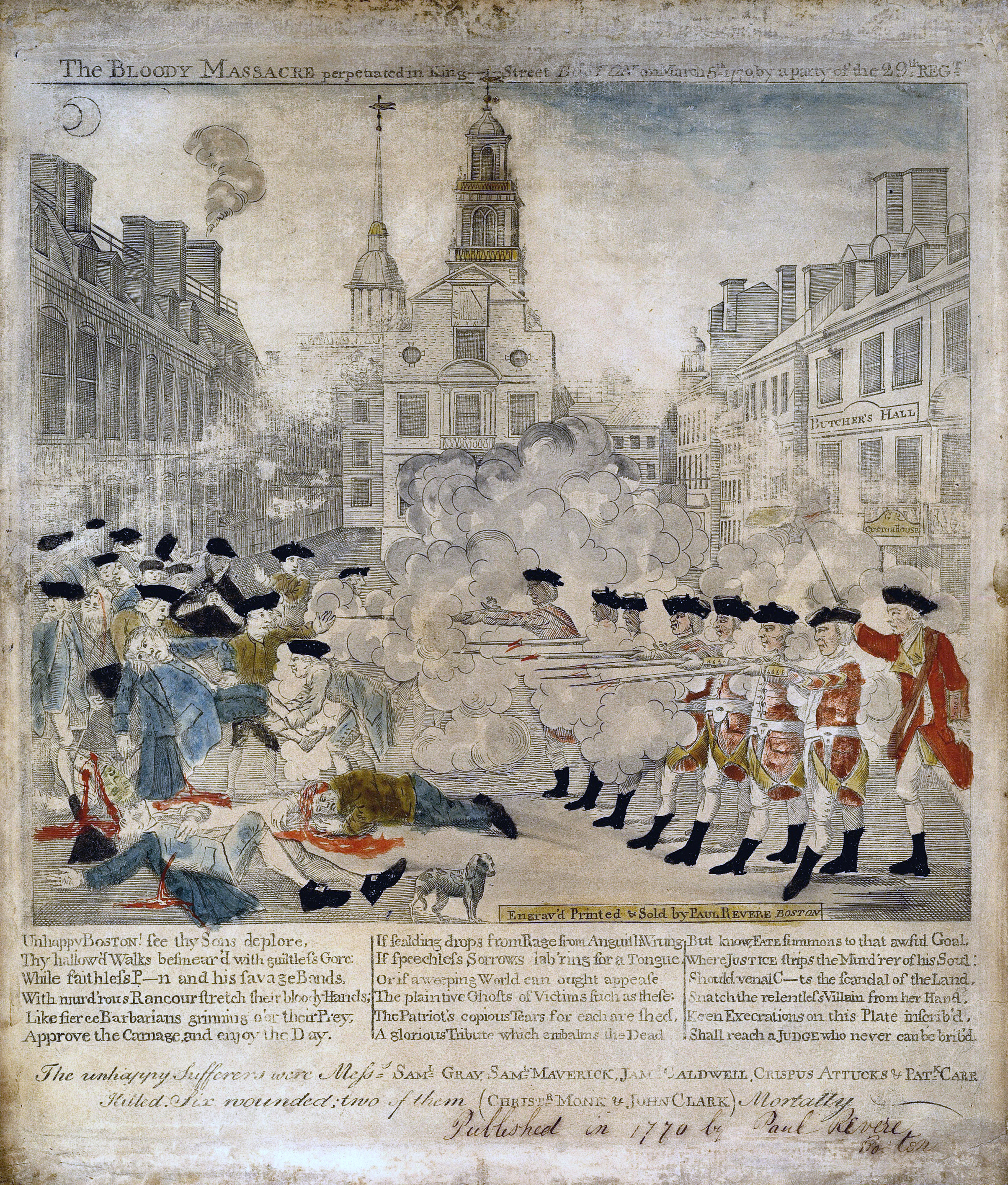
Гравюра Ревира: «Кровавая резня, устроенная на Кинг Стрит в Бостоне 5 марта 1770 года»
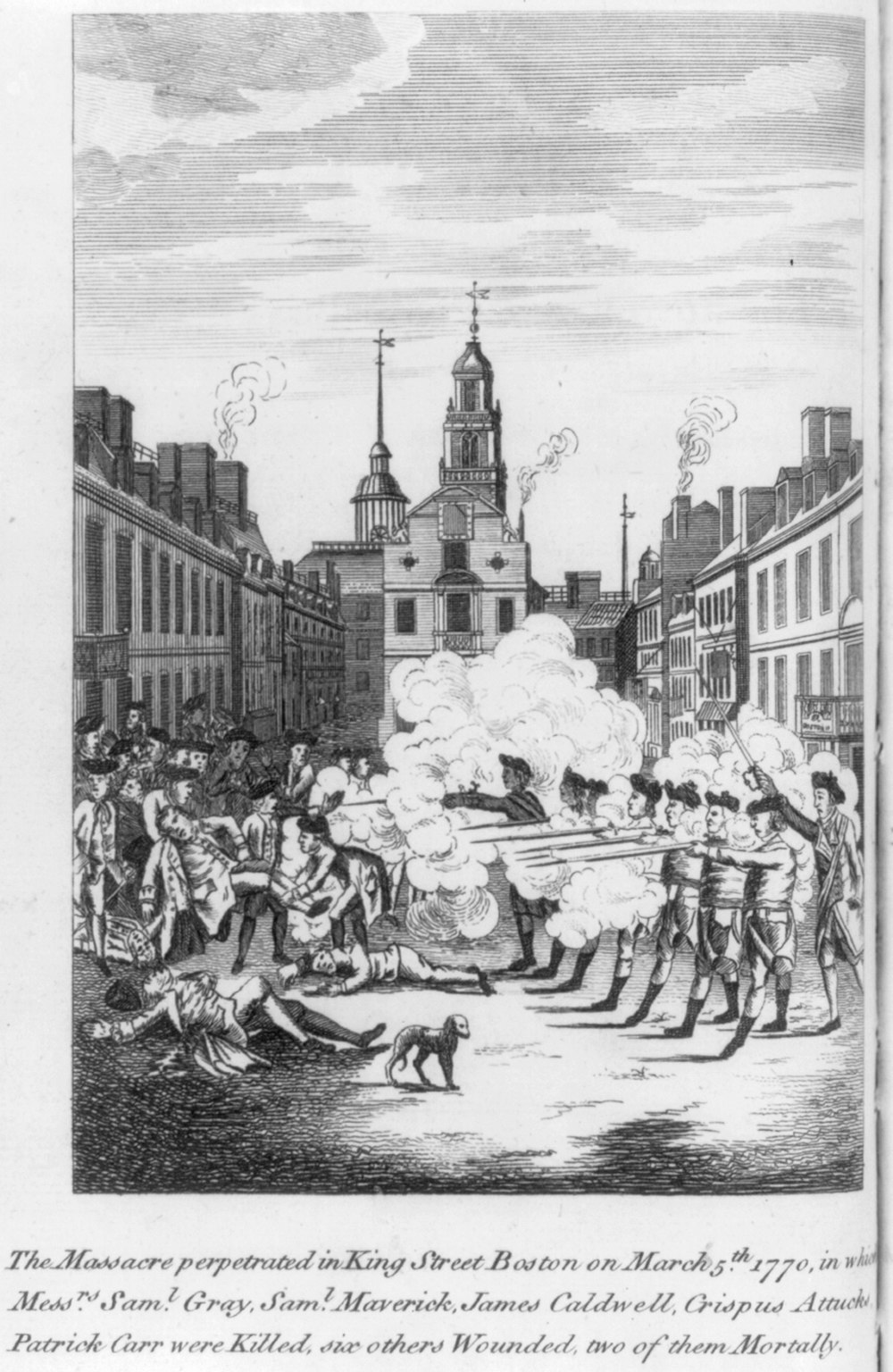
Выпуск бостонской газеты, 1770 год
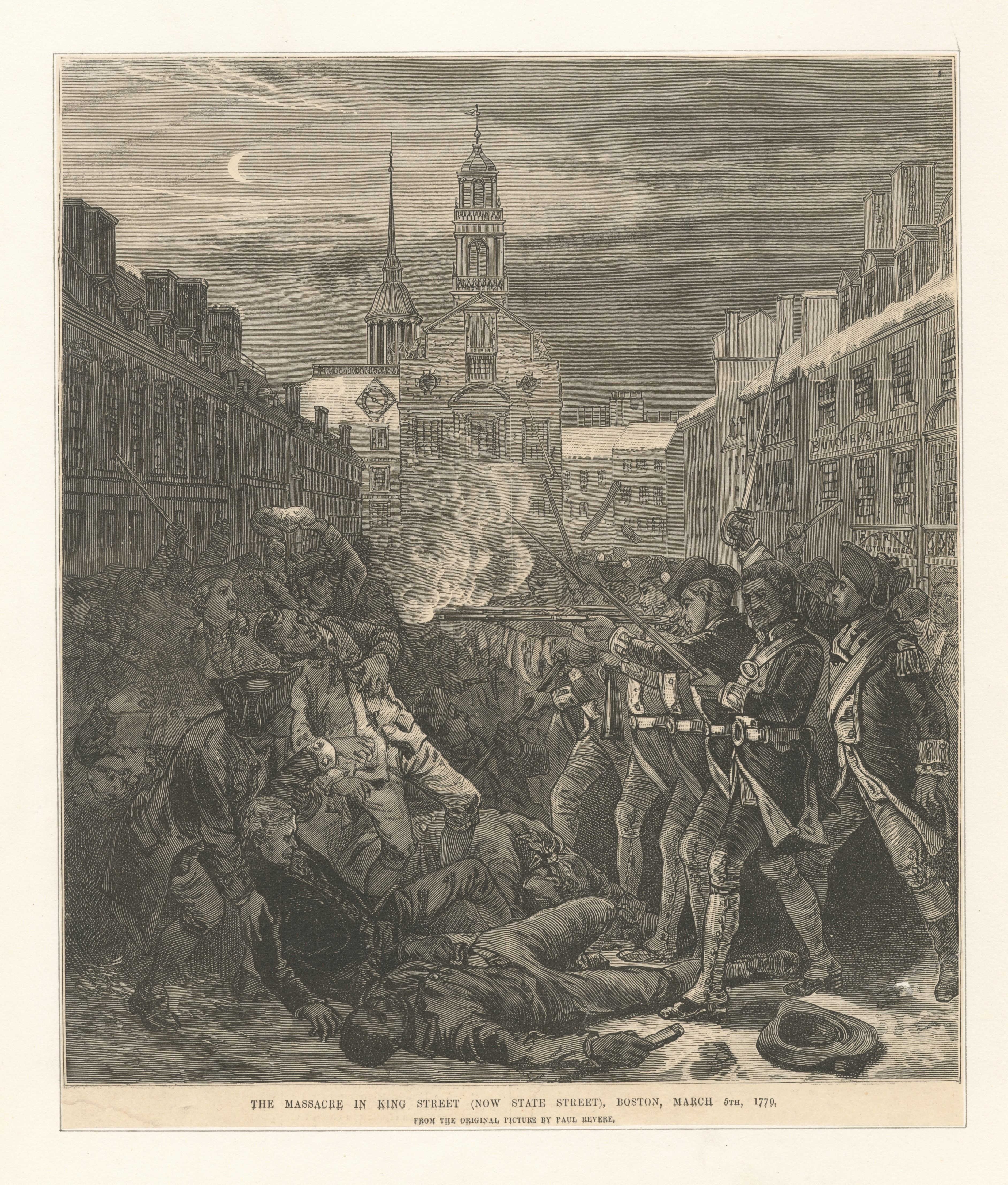
The Massacre in King Street, Boston, March 5th, 1770, from the original by Paul Revere

Наконец, камень попал в рядового Монтгомери. Тот выронил мушкет, поднял его, закричал: «Чёрт подери! Огонь!» — и разрядил оружие в сторону толпы. Капитан Престон был ранен в руку. В ходе стычки солдаты застрелили трёх и ранили одиннадцать бостонцев, двое не смогли оправиться от ран и умерли. Погибли Криспус Аттокс — чернокожий матрос, бежавший из неволи, Сэмюэл Грей — рабочий-верёвочник, Джеймс Колдуэлл — матросский юнга, Патрик Арр — ремесленник, Сэм Мэверик — ученик столяра. Все они были похоронены в братской могиле. Губернатору Томасу Хатчинсону еле удалось утихомирить толпу, которая заблокировала его в здании местного совета.

## Итоги
После произошедшего английские войска были выведены: по приказу губернатора Хатчинсона войска были высланы из столицы и направлены в Форт-Индепенденс. Солдаты вместе с офицером арестованы. 27 марта восемь солдат, капитан Престон и четверо гражданских были обвинены в убийствах. В ноябре того же года четверо солдат были осуждены, а четверо гражданских были высланы из Массачусетса. Случившееся активно муссировалось в прессе, подогревая недовольство 13 колоний метрополией.

## Память
Место Бостонской бойни является десятой из шестнадцати точек на исторической Тропе Свободы. В 1888 году в Бостоне в память об этом событии воздвигнут обелиск. На могильной плите выгравированы имена погибших. На данный момент в Бостоне осталось «Здание старого парламента», а расположенная рядом «Старая Кирпичная церковь» уничтожена в 1880 году. На её месте сейчас находится небоскрёб Ван Бостон Плейс (англ.).

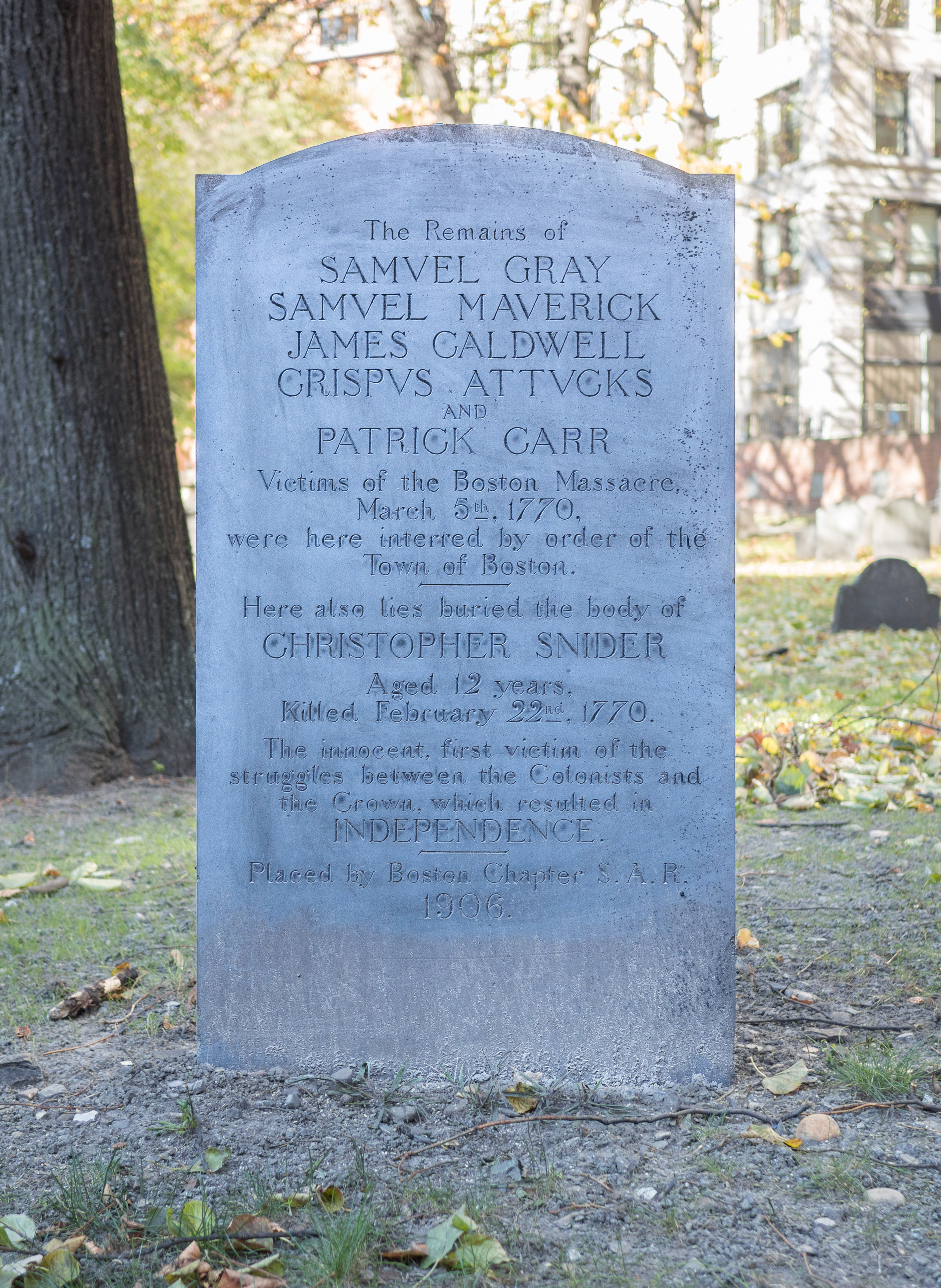
Могила жертв Бостонской резни
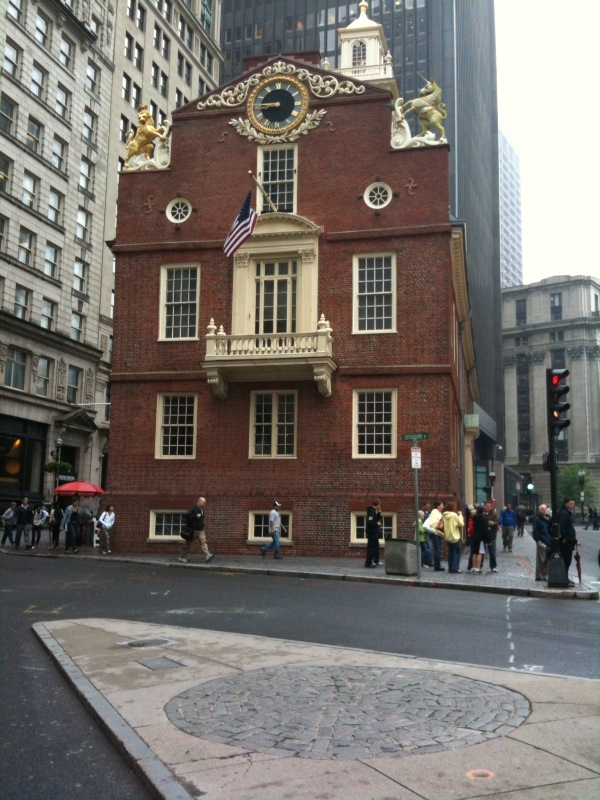
Old State House. Стычка произошла прямо на площади перед балконом
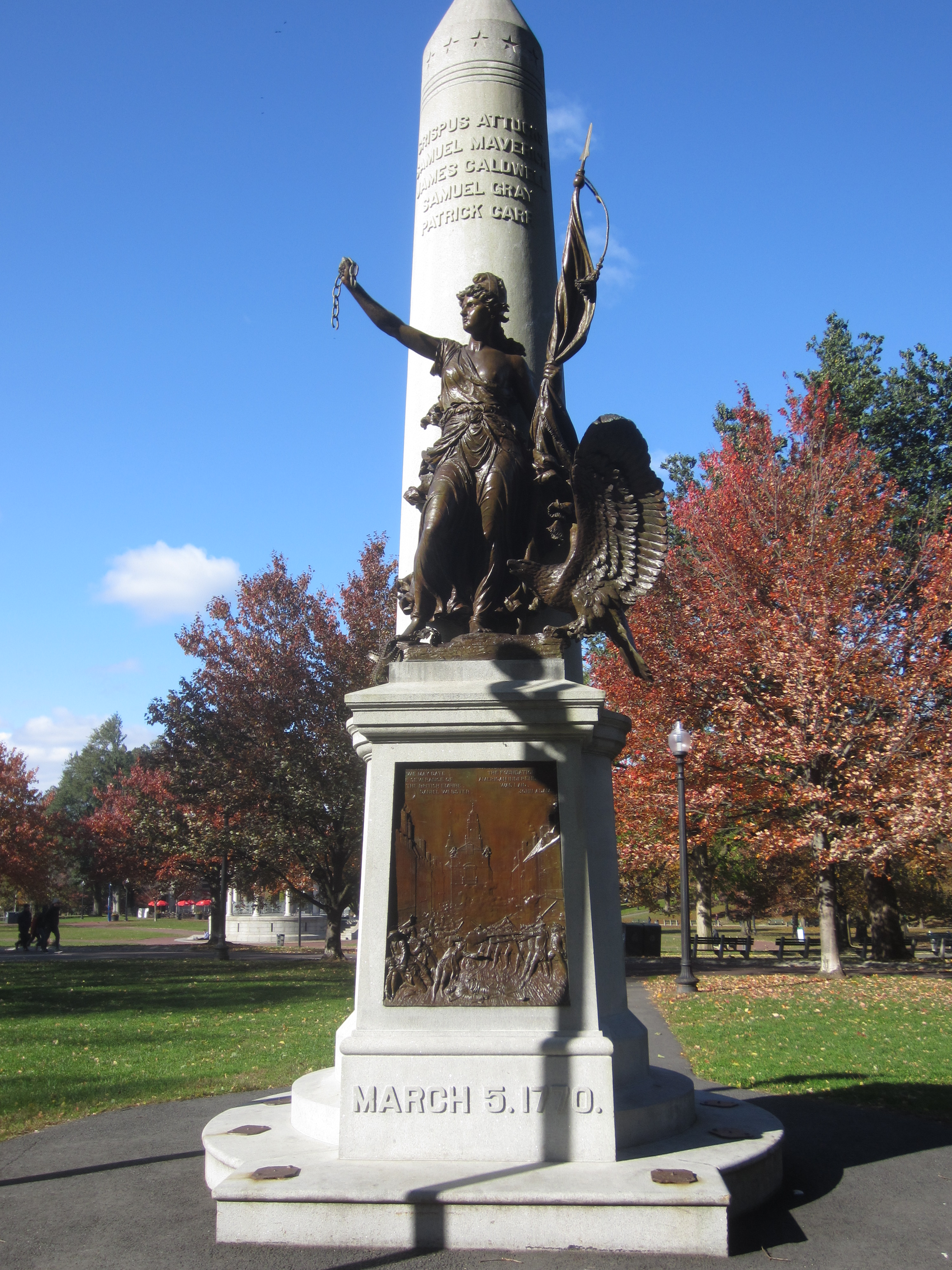
Обелиск жертвам бойни 1770 года

## В культуре
- Главный герой компьютерной игры Assassin’s Creed III становится свидетелем Бостонской бойни и даже косвенным образом принимает в ней участие.